# قائمة الدول

خريطة العالم لجميع الدول في العالم.

دول العالم حسب أعلامها.

قائمة الدول المستقلة أو الدول ذات الاعتراف المحدود وعددها 206 دول. تحتوي هذه القائمة على:
- 193 دولة من أعضاء الأمم المتحدة.
- دولتان لهما عضويتان خاصتان (مراقب) لدى الأمم المتحدة، وهما الفاتيكان و‌دولة فلسطين معترف بهما دوليًا . تعترف بهم معظم دول العالم وتعترف بهم الأمم المتحدة ولديهم وضع دول مراقبة في الأمم المتحدة لكنهما ليس لهم عضوية كاملة في الأمم المتحدة.
- دولة واحدة مستقلة بحكم الأمر الواقع وتعترف بها 108 دولة عضو (أكثر من نصف دول العالم) لكنها ليست من أعضاء الأمم المتحدة بسبب فيتو روسي، وهي كوسوفو.
- دولة واحدة معلنة من طرف واحد وهي الجمهورية العربية الصحراوية الديمقراطية، ولا تمارس سيادتها على الإقليم الذي تطالب به وتعتبر بحكم القانون الدولي بأنها جمهورية غير قانونية وليست من أعضاء الأمم المتحدة وتعترف بها فقط 36 دولة.
- دولة واحدة لم تعد من أعضاء الأمم المتحدة وهي تايوان، بعد أن أخذت الصين منذ سنة 1971 مقعدها الدائم في الأمم المتحدة بما في ذلك حق النقض الدولي المعروف بالفيتو.
- دولتين مستقلتان بحكم الأمر الواقع ولكن غير معترف بهما من طرف أية دولة ماعدا روسيا ونيكاراغوا وسوريا وناورو وفنزويلا ، وهما أبخازيا و‌أوستيا الجنوبية.
- دولة واحدة مستقلة بحكم الامر الواقع وهي جمهورية نوفوروسيا التي تتألف من جمهوريتي دونيتسك ولوغانسك الانفصاليتين شرق اوكرانيا واللتان تطالبان بالانضمام الى الاتحاد الروسي لاحقاً وتعترف بهما ثلاث دول اعضاء بالامم المتحدة وهي روسيا وسوريا وكوريا الشمالية ودولتان ليستا اعضاء وهما أبخازيا وأوسيتيا الجنوبية
- دولة واحدة مستقلة بحكم الأمر الواقع ولكن غير معترف بها من طرف أية دولة ماعدا تركيا، وهي شمال قبرص التركية.
- دولة واحدة تعترف بها أبخازيا و‌أوستيا الجنوبية وأرتساخ وهي ترانسنيستريا.
- دولة واحدة مستقلة واقعياً وتعترف بها كينيا واثيوبيا والمملكة المتحدة و‌ماليزيا، هي جمهورية صوماليلاند الفدرالية.
- دولة واحدة غير معترف بها بتاتاً وتعد تابعة لأذربيجان بينما تطالب بها أرمينيا وتم اعلان استقلالها من طرف واحد وهي جمهورية أرتساخ في ارتفاعات قره باغ {ناغورو كاراباخ}

## قائمة الدول
| الأسماء الشائعة والرسمية                                             | العضوية داخل منظومة الأمم المتحدة | نزاع السيادة | مزيد من المعلومات حول الوضع والاعتراف بالسيادة |
| -------------------------------------------------------------------- | --- | --- | --- |
|                                                                      | | | |
| ↓ قائمة الدول الأعضاء ومراقبو الجمعية العامة ↓                       | | | |
| أفغانستان – إمارة أفغانستان الإسلامية                                | دولة عضو في الأمم المتحدة | | |
| ألبانيا – جمهورية ألبانيا                                            | دولة عضو في الأمم المتحدة | لا | |
| الجزائر – الجمهورية الجزائرية الديمقراطية الشعبية                    | دولة عضو في الأمم المتحدة | لا | |
| أندورا – إمارة أندورا                                                | دولة عضو في الأمم المتحدة | لا | |
| أنغولا – جمهورية أنغولا                                              | دولة عضو في الأمم المتحدة | لا | |
| أنتيغوا وباربودا                                                     | دولة عضو في الأمم المتحدة | لا | أنتيغوا وبربودا هي جزء من عالم كومنولثمع منطقة واحدة ذاتية الحكم باربودا. |
| الأرجنتين – جمهورية الأرجنتين                                        | دولة عضو في الأمم المتحدة | لا | الأرجنتين هي دولة اتحادية من 23 مقاطعة ومدينة مستقلة واحدة. |
| أرمينيا – جمهورية أرمينيا                                            | دولة عضو في الأمم المتحدة | غير معترف بها من طرف أذربيجان. | اذربيجان لا تعترف بارمينيا بسبب الصراع في ناغورني قرة باغ حول جمهورية أرتساخ |
| أستراليا – كومنولث أستراليا                                          | دولة عضو في الأمم المتحدة | لا | أستراليا جزء من عالم كومنولث وهي دولة اتحادية تتكون من 6 ولايات و10 أقاليم. الأقاليم الخارجية لاستراليا هي: - جزر أشمور وكارتيير - الإقليم الأسترالي في القارة القطبية الجنوبية - جزيرة كريسماس - جزر كوكوس - جزر بحر المرجان - جزيرة هيرد وجزر ماكدونالد - جزيرة نورفولك |
| النمسا – جمهورية النمسا                                              | دولة عضو في الأمم المتحدة | لا | |
| أذربيجان – جمهورية أذربيجان                                          | دولة عضو في الأمم المتحدة | لا | |
| جزر البهاما – كومنولث جزر البهاما                                    | دولة عضو في الأمم المتحدة | لا | باهاماس هي جزء من عالم كومنولث. |
| البحرين – مملكة البحرين                                              | دولة عضو في الأمم المتحدة | لا | |
| بنغلاديش – جمهورية بنغلاديش الشعبية                                  | دولة عضو في الأمم المتحدة | لا | |
| باربادوس                                                             | دولة عضو في الأمم المتحدة | لا | باربادوس هي جزء من عالم كومنولث. |
| بيلاروس – جمهورية بيلاروس                                            | دولة عضو في الأمم المتحدة | لا | |
| بلجيكا – مملكة بلجيكا                                                | دولة عضو في الأمم المتحدة | لا | عضو في الاتحاد الأوروبي. بلجيكا هي دولة اتحادية مقسمة إلى مجتمعات ومناطق لغوية. |
| بليز                                                                 | دولة عضو في الأمم المتحدة | لا | بليز هي جزء من عالم كومنولث. |
| بنين – جمهورية بنين                                                  | دولة عضو في الأمم المتحدة | لا | |
| بوتان – مملكة بوتان                                                  | دولة عضو في الأمم المتحدة | لا | |
| بوليفيا – دولة بوليفيا المتعددة القوميات                             | دولة عضو في الأمم المتحدة | لا | |
| البوسنة والهرسك                                                      | دولة عضو في الأمم المتحدة | لا | البوسنة والهرسك هي اتحاد مكون من وحدتين أساسيتين: - اتحاد البوسنة والهرسك - جمهورية صرب البوسنة - منطقة برتشكو، (وحدة إدارية ذاتية الحكم). |
| بوتسوانا – جمهورية بوتسوانا                                          | دولة عضو في الأمم المتحدة | لا | |
| البرازيل – جمهورية البرازيل الاتحادية                                | دولة عضو في الأمم المتحدة | لا | البرازيل هي دولة اتحادية مكونة من 26 ولاية ومنطقة واحدة فيدرالية. |
| بروناي – أمة بروناي، دار السلام                                      | دولة عضو في الأمم المتحدة | لا | |
| بلغاريا –جمهورية بلغاريا                                             | دولة عضو في الأمم المتحدة | لا | عضو في الاتحاد الأوروبي. |
| بوركينا فاسو                                                         | دولة عضو في الأمم المتحدة | لا | |
| بوروندي – جمهورية بوروندي                                            | دولة عضو في الأمم المتحدة | لا | |
| كمبوديا – مملكة كمبوديا                                              | دولة عضو في الأمم المتحدة | لا | |
| الكاميرون – جمهورية الكاميرون                                        | دولة عضو في الأمم المتحدة | لا | |
| كندا                                                                 | دولة عضو في الأمم المتحدة | لا | كندا هي جزء من عالم كومنولث وهي دولة اتحادية مكونة إلى من 10 مقاطعات و3 أقاليم. |
| الرأس الأخضر – جمهورية كابو فيردي أو جمهورية الرأس الأخضر            | دولة عضو في الأمم المتحدة | لا | |
| جمهورية أفريقيا الوسطى                                               | دولة عضو في الأمم المتحدة | لا | |
| تشاد – جمهورية تشاد                                                  | دولة عضو في الأمم المتحدة | لا | |
| تشيلي – جمهورية تشيلي                                                | دولة عضو في الأمم المتحدة | لا | |
| الصين – جمهورية الصين الشعبية                                        | دولة عضو في الأمم المتحدة | تتنازع كل من حكومتي الصين الشعبية وتايوان السيادة على الأراضي الصينية وتعترف كل الدول الأعضاء في الأمم المتحدة بجمهورية الصين الشعبية ماعدا 14 دولة عضو في الأمم المتحدة والكرسي الرسولي. | تحتوي الصين على خمس مناطق ذاتية الحكم:قوانغشي ومنغوليا الداخلية ونينغشيا والتبت وسنجان. بالإضافة إلى ذلك تطالب بالسيادة على جزيرة تايوان ،و تمارس سيادتها على مناطق جمهورية الصين الشعبية الإدارية الخاصة التالية: - هونغ كونغ - ماكاو . |
| كولومبيا – جمهورية كولومبيا                                          | دولة عضو في الأمم المتحدة | لا | |
| جزر القمر – الاتّحاد القَمَري                                           | دولة عضو في الأمم المتحدة | لا | |
| جمهورية الكونغو الديمقراطية                                          | دولة عضو في الأمم المتحدة | لا | |
| جمهورية الكونغو                                                      | دولة عضو في الأمم المتحدة | لا | |
| جزر كوك                                                              | A UN member state | A لا | |
| كوستاريكا – جمهورية كوستاريكا                                        | دولة عضو في الأمم المتحدة | لا | |
| ساحل العاج                                                           | A دولة عضو | A لا | |
| كرواتيا – جمهورية كرواتيا                                            | دولة عضو في الأمم المتحدة | لا | عضو في الاتحاد الأوروبي. |
| كوبا – جمهورية كوبا                                                  | دولة عضو في الأمم المتحدة | لا | |
| قبرص – جمهورية قبرص                                                  | دولة عضو في الأمم المتحدة | لا تعترف بها تركيا | عضو في الاتحاد الأوروبي. الجزء الشمالي الشرقي من الجزيرة هو بحكم الواقع دولة شمال قبرص. لم تعترف تركيا بقبرص بسبب نزاع قبرص، مع اعتراف تركيا بشمال قبرص. |
| التشيك                                                               | دولة عضو في الأمم المتحدة | لا | عضو في الاتحاد الأوروبي. |
| الدنمارك – مملكة الدنمارك                                            | دولة عضو في الأمم المتحدة | لا | الدنمارك عضو في الاتحاد الأوروبي. تشمل 2 مناطق الحكم الذاتي: - جزر فارو - جرينلاند - الإقليم القاري للدنمارك وجزر فارو وجرينلاند من البلدان الثلاثة المكونة للمملكة. - مملكة الدنمارك ككل عضو في الاتحاد الأوروبي، لكن قانون الاتحاد الأوروبي لا ينطبق على جزر فارو وجرينلاند |
| جيبوتي – جمهورية جيبوتي                                              | دولة عضو في الأمم المتحدة | لا | |
| دومينيكا – كومنولث دومينيكا                                          | دولة عضو في الأمم المتحدة | لا | |
| جمهورية الدومينيكان                                                  | دولة عضو في الأمم المتحدة | لا | |
| تيمور الشرقية – جمهورية تيمور الشرقية الديمقراطية                    | دولة عضو في الأمم المتحدة | لا | |
| الإكوادور – جمهورية الإكوادور                                        | دولة عضو في الأمم المتحدة | لا | |
| مصر – جمهورية مصر العربية                                            | دولة عضو في الأمم المتحدة | لا | |
| السلفادور – جمهورية السلفادور                                        | دولة عضو في الأمم المتحدة | لا | |
| غينيا الاستوائية – جمهورية غينيا الاستوائية                          | دولة عضو في الأمم المتحدة | لا | |
| إريتريا – دولة إريتريا                                               | دولة عضو في الأمم المتحدة | لا | |
| إستونيا – جمهورية إستونيا                                            | دولة عضو في الأمم المتحدة | لا | عضو في الاتحاد الأوروبي. |
| إسواتيني – مملكة إسواتيني                                            | دولة عضو في الأمم المتحدة | لا | |
| إثيوبيا – جمهورية إثيوبيا الفيدرالية الديمقراطية                     | دولة عضو في الأمم المتحدة | لا | إثيوبيا هي دولة اتحادية مكونة من ولايات إثيوبيا. |
| فيجي – جمهورية فيجي                                                  | دولة عضو في الأمم المتحدة | لا | تحتوي فيجي على منطقة حكم ذاتي واحدة، روتوما. |
| فنلندا – جمهورية فنلندا                                              | دولة عضو في الأمم المتحدة | لا | عضو في الاتحاد الأوروبي. جزر أولاند، هي منطقة حكم ذاتي محايدة ومنزوعة السلاح في فنلندا. |
| فرنسا – الجُمهُوريّة الفَرَنسِيَّة                                           | دولة عضو في الأمم المتحدة | لا | عضو في الاتحاد الأوروبي. تحتوي فرنسا على خمس مناطق / أقسام خارجية: غويانا الفرنسية، غوادلوب، مارتينيك، مايوت، ولا ريونيون. تشمل فرنسا أيضًا أقاليم ما وراء البحار: - جزيرة كليبرتون - بولينزيا الفرنسية - كاليدونيا الجديدة - سان بارتيلمي - تجمع سان مارتين - سان بيير وميكلون - واليس وفوتونا - أراض فرنسية جنوبية وأنتارتيكية |
| الغابون – جمهورية الغابون                                            | دولة عضو في الأمم المتحدة | لا | |
| غامبيا – جمهورية غامبيا                                              | دولة عضو في الأمم المتحدة | لا | |
| جورجيا                                                               | دولة عضو في الأمم المتحدة | لا | تحتوي جورجيا على جمهوريتين تتمتعان بالحكم الذاتي، أجاريا وأبخازيا ، وقد تم تشكيل دول حكم الأمر الواقع في كل من أبخازيا وأوسيتيا الجنوبية. |
| ألمانيا – جُمهُورِيَّة أَلمَانِيَا الاِتِّحَاديَّة                                  | دولة عضو في الأمم المتحدة | لا | عضو في الاتحاد الأوروبي. ألمانيا هي دولة اتحادية مكونة من 16 ولاية. |
| غانا – جمهورية غانا                                                  | دولة عضو في الأمم المتحدة | لا | |
| اليونان – جمهورية اليونان                                            | دولة عضو في الأمم المتحدة | لا | عضو في الاتحاد الأوروبي. اليونان تحتوي على منطقة حكم ذاتي واحدة، جبل آثوس. |
| غرينادا                                                              | دولة عضو في الأمم المتحدة | لا | |
| غواتيمالا – جمهورية غواتيمالا                                        | دولة عضو في الأمم المتحدة | لا | |
| غينيا – جمهورية غينيا                                                | دولة عضو في الأمم المتحدة | لا | |
| غينيا بيساو – جمهورية غينيا بيساو                                    | دولة عضو في الأمم المتحدة | لا | |
| غيانا – جمهورية غيانا التعاونية                                      | دولة عضو في الأمم المتحدة | لا | |
| هايتي – جمهورية هايتي                                                | دولة عضو في الأمم المتحدة | لا | |
| هندوراس – جمهورية هندوراس                                            | دولة عضو في الأمم المتحدة | لا | |
| المجر                                                                | دولة عضو في الأمم المتحدة | لا | عضو في الاتحاد الأوروبي. |
| آيسلندا                                                              | دولة عضو في الأمم المتحدة | لا | |
| الهند – جمهورية الهند                                                | دولة عضو في الأمم المتحدة | لا | الهند هي دولة اتحادية مكونة من ولايات الهند ومناطقها. |
| إندونيسيا – جمهورية إندونيسيا                                        | دولة عضو في الأمم المتحدة | لا | إندونيسيا لديها خمسة أقاليم مستقلة، آتشيه، جاكرتا، بابوا، بابوا الغربية، ويوغياكارتا. |
| إيران –الجمهورية الإسلامية الإیرانية                                 | دولة عضو في الأمم المتحدة | لا | |
| العراق – جمهورية العراق                                              | دولة عضو في الأمم المتحدة | لا | العراق دولة اتحادية مكونة من محافظات العراق ولديها إقليم كردستان العراق المستقل. |
| جمهورية أيرلندا                                                      | دولة عضو في الأمم المتحدة | لا | عضو في الاتحاد الأوروبي. |
| إسرائيل – دولة إسرائيل                                               | دولة عضو في الأمم المتحدة | الاعتراف الدولي بإسرائيل | إسرائيل دولة معترف بها جزئيا وعضو في الأمم المتحدة ومساحتها قانونية 20 ألف كلمتر مربع . لكن إسرائيل تحتل الأراضي التي تطالب بها فلسطين. القدس الشرقية والضفة الغربية وقطاع غزة ضمت إسرائيل هده ألاراضي لها .، وهو ضم لا يعترف به المجتمع الدولي. تحتفظ إسرائيل بمستويات متفاوتة من السيطرة على بقية الضفة الغربية، وعلى الرغم من أن إسرائيل لم يعد لها وجود مدني أو عسكري دائم في قطاع غزة، بعد فك الارتباط من جانب واحد، لا يزال البعض يعتبرها القوة المحتلة بموجب القانون الدولي. |
| إيطاليا – الجمهورية الإيطالية                                        | دولة عضو في الأمم المتحدة | لا | عضو في الاتحاد الأوروبي. إيطاليا بها 5 مناطق ذاتية الحكم هي وادي أوستا، فريولي فينيتسيا جوليا، سردينيا، صقلية وترينتينو ألتو أديجي. |
| ساحل العاج – جمهورية كوت ديفوار                                      | دولة عضو في الأمم المتحدة | لا | |
| جامايكا                                                              | دولة عضو في الأمم المتحدة | لا | تنتمي جامايكا لعالم كومنولث. |
| اليابان                                                              | دولة عضو في الأمم المتحدة | لا | |
| الأردن – المملكة الأردنية الهاشمية                                   | دولة عضو في الأمم المتحدة | لا | |
| كازاخستان – جمهورية كازاخستان                                        | دولة عضو في الأمم المتحدة | لا | |
| كينيا – جمهورية كينيا                                                | دولة عضو في الأمم المتحدة | لا | |
| كيريباتي – جمهورية كيريباتي                                          | دولة عضو في الأمم المتحدة | لا | |
| كوريا الشمالية                                                       | دولة عضو في الأمم المتحدة | تطالب بها كوريا الجنوبية | لا تعترف بها 3 دول أعضاء في الأمم المتحدة هي فرنسا، اليابان، وكوريا الجنوبية، حيث تدعي الأخيرة أنها الحكومة الشرعية الوحيدة لكوريا. |
| كوريا الجنوبية – جمهورية كوريا                                       | دولة عضو في الأمم المتحدة | تطالب بها كوريا الشمالية | لدى كوريا الجنوبية منطقة حكم ذاتي واحدة هي جزيرة جيجو. كوريا الشمالية لا تعترف بكوريا الجنوبية وتدعي أن حكومتها هي الحكومة الشرعية الوحيدة لشبه الجزيرة الكورية. |
| الكويت – دولة الكويت                                                 | دولة عضو في الأمم المتحدة | لا | |
| قرغيزستان – جمهورية قرغيزستان                                        | دولة عضو في الأمم المتحدة | لا | |
| لاوس – جمهورية لاوس الديمقراطية الشعبية                              | دولة عضو في الأمم المتحدة | لا | |
| لاتفيا – جمهورية لاتفيا                                              | دولة عضو في الأمم المتحدة | لا | عضو في الاتحاد الأوروبي. |
| لبنان – الجمهورية اللبنانية                                          | دولة عضو في الأمم المتحدة | لا | |
| ليسوتو – مملكة ليسوتو                                                | دولة عضو في الأمم المتحدة | لا | |
| ليبيريا – جمهورية ليبيريا                                            | دولة عضو في الأمم المتحدة | لا | |
| ليبيا – دولة ليبيا                                                   | دولة عضو في الأمم المتحدة | لا | |
| ليختنشتاين – إمارة ليختنشتاين                                        | دولة عضو في الأمم المتحدة | لا | |
| ليتوانيا – جمهورية ليتوانيا                                          | دولة عضو في الأمم المتحدة | لا | عضو في الاتحاد الأوروبي. |
| لوكسمبورغ – دوقية لوكسمبورغ الكبرى                                   | دولة عضو في الأمم المتحدة | لا | عضو في الاتحاد الأوروبي. |
| مدغشقر – جمهورية مدغشقر                                              | دولة عضو في الأمم المتحدة | لا | |
| مالاوي – جمهورية مالاوي                                              | دولة عضو في الأمم المتحدة | لا | |
| ماليزيا                                                              | دولة عضو في الأمم المتحدة | لا | ماليزيا هي دولة اتحادية مكونة من ولايات وأقاليم اتحادية في ماليزيا. |
| جزر المالديف – جمهورية المالديف                                      | دولة عضو في الأمم المتحدة | لا | |
| مالي – جمهورية مالي                                                  | دولة عضو في الأمم المتحدة | لا | |
| مالطا – جمهورية مالطا                                                | دولة عضو في الأمم المتحدة | لا | عضو في الاتحاد الأوروبي. |
| جزر مارشال – جمهورية جزر مارشال                                      | دولة عضو في الأمم المتحدة | لا | بموجب اتفاق الارتباط الحر تعتبر جزر مارشال دولة تابعة للولايات المتحدة. |
| موريتانيا – الجمهورية الإسلامية الموريتانية                          | دولة عضو في الأمم المتحدة | لا | |
| موريشيوس – جمهورية موريشيوس                                          | دولة عضو في الأمم المتحدة | لا | لمورشيوس جزيرة محكومة ذاتيا وهي جزيرة رودريغز . |
| المكسيك – الولايات المتحدة المكسيكية                                 | دولة عضو في الأمم المتحدة | لا | المكسيك هي دولة اتحادية مكونة من 31 ولاية ومدينة مستقلة واحدة. |
| ميكرونيسيا                                                           | دولة عضو في الأمم المتحدة | لا | بموجب اتفاق الارتباط الحر تعتبر ميكرونيسيا دولة اتحادية تابعة للولايات المتحدة مكونة من ولايات . |
| مولدوفا – جمهورية مولدوفا                                            | دولة عضو في الأمم المتحدة | لا | مولدوفا لديها مناطق الحكم الذاتي غاغاوزيا وترانسنيستريا التي أعلنت استقلالها وأصبحت دولة بحكم الأمر الواقع تدعى جمهورية بريدنيستروفيا المولدافية . |
| موناكو – إمارة موناكو                                                | دولة عضو في الأمم المتحدة | لا | |
| منغوليا                                                              | دولة عضو في الأمم المتحدة | لا | |
| الجبل الأسود                                                         | دولة عضو في الأمم المتحدة | لا | |
| المغرب – المملكة المغربية                                            | دولة عضو في الأمم المتحدة | لا | المغرب يقوم بإدارة منطقة الصحراء الغربية ويطالب بالسيادة الكاملة على الإقليم. |
| موزمبيق – جمهورية الموزمبيق                                          | دولة عضو في الأمم المتحدة | لا | |
| ميانمار – جمهورية اتحاد ميانمار                                      | دولة عضو في الأمم المتحدة | لا | |
| ناميبيا – جمهورية ناميبيا                                            | دولة عضو في الأمم المتحدة | لا | |
| ناورو – جمهورية ناورو                                                | دولة عضو في الأمم المتحدة | لا | |
| نيبال – جمهورية نيبال الديمقراطية الاتحادية                          | دولة عضو في الأمم المتحدة | لا | نيبال هي دولة اتحادية تتكون من 7 محافظات7 محافظات ‏. |
| هولندا – مملكة الأراضي المنخفضة                                      | دولة عضو في الأمم المتحدة | لا | عضو في الاتحاد الأوروبي. The مملكة هولندا includes four areas with substantial autonomy: - أروبا - كوراساو - هولندا - سينت مارتن يشكل الجزء القاري من هولندا وأروبا وكوراساو وسانت مارتن البلدان الأربعة المشكلة لمملكة الأراضي المنخفضة، ولهولندا ثلاث أقاليم أخرى (بونير، سابا، وسينت أوستاتيوس) التي تشكل الجزر الكاريبية الهولندية وهولندا دولة عضو في الاتحاد الأوروبي. |
| نيوزيلندا                                                            | دولة عضو في الأمم المتحدة | لا | نيوزيلندا هي عالم كومنولث،وتابعة المناطق ل: - منطقة روس - توكيلاو تقع على نيوزيلندا مسؤوليات عن (ولكن ليس لها حقوق في السيطرة عليها) بحرية الدول المرتبطة: - جزر كوك - نييوي جزر كوك ونيوي لديهما علاقات دبلوماسية مع قالب:Numrel وقالب:Numrel أعضاء الأمم المتحدة على التوالي. They have full treaty-making capacity in the UN، and are members of some UN specialized agencies. |
| نيكاراجوا – جمهورية نيكاراجوا                                        | دولة عضو في الأمم المتحدة | لا | Nicaragua contains two autonomous regions, إقليم جنوب الساحل الكاريبي المستقل and إقليم شمال الساحل الكاريبي المستقل. |
| النيجر – جمهورية النيجر                                              | دولة عضو في الأمم المتحدة | لا | |
| نيجيريا – Federalجمهورية Nigeria                                     | دولة عضو في الأمم المتحدة | لا | تعتبر نيجيريا دولة اتحادية تتكون من ولايات. |
| مقدونيا الشمالية – جمهورية مقدونيا الشمالية                          | دولة عضو في الأمم المتحدة | لا | |
| النرويج – مملكة النرويج                                              | دولة عضو في الأمم المتحدة | لا | - سفالبارد هو جزء لا يتجزأ من النرويج، ولكن لديه وضع خاص بسبب[[\|]]. - يان ماين هي جزيرة تشكل جزءا لا يتجزأ من النرويج، إلا أنها منطقة فردية. أقاليم تابعة للنرويج: - جزيرة بوفيه - جزيرة بطرس الأول - أرض الملكة مود |
| سلطنة عمان – سلطنة عمان                                              | دولة عضو في الأمم المتحدة | لا | |
| باكستان –الجمهورية الإسلامية الباكستانية                             | دولة عضو في الأمم المتحدة | لا | باكستان هو دولة اتحادية تتكون من أربعة اقاليم ومنطقة العاصمة الإتحاديّة ومنطقتين تتمتعان بحكم ذاتي. باكستان تسيطر على أجزاء معينة منكشمير، ولكن لم يرفق أيًا منها رسميًا، instead regarding it as a disputed territory. يتم تقسيم الأجزاء التي تسيطر عليها إلى منطقتين، تدار بشكل منفصل عن باكستان الأم: - Azad Kashmir - قالب:بيانات بلد Gilgit Baltistan آزاد كشمير تصف نفسها بأنها "دولة تتمتع بالحكم الذاتي تحت السيطرة الباكستانية" ، في حين يوصف جيلجيت بالتستان في نظام الحكم الخاص بها على أنه مجموعة من "المناطق" ذات الحكم الذاتي. لا تعتبر هذه المناطق عادةً ذات سيادة، لأنها لا تفي بالمعايير التي حددتها النظرية التصريحية للدولة (على سبيل المثال، لا تسمح قوانينها الحالية لهم بالمشاركة بشكل مستقل في العلاقات مع الدول الأخرى). تقوم باكستان بالعديد من وظائف الدولة لهذه المناطق (مثل الشؤون الخارجية والدفاع). |
| بالاو – جمهورية بالاو                                                | دولة عضو في الأمم المتحدة | لا | Under ميثاق الارتباط الحر with the الولايات المتحدة. |
| فلسطين – دولة فلسطين                                                 | مراقبو الجمعية العامة للأمم المتحدة؛ member of 2 UN specialized agencies | الاعتراف الدولي بدولة فلسطين. | دولة فلسطين، التي أعلنت في عام 1988 ، ليست معترف بها من قبل إسرائيل وقد حصلت على اعتراف دبلوماسي من 138 دولة. الدولة المعلنة ليس لها حدود إقليمية متفق عليها، أو سيطرة فعلية على جزء كبير من الأراضي التي أعلنتها. The السلطة الوطنية الفلسطينية is an interim administrative body formed as a result of the اتفاقيات أوسلو that exercises limited autonomous jurisdiction within the الضفة الغربية وقطاع غزة. In foreign relations, Palestine is represented by the منظمة التحرير الفلسطينية. دولة فلسطين هي دولة عضو في اليونسكو، واليونيدو، وهي دولة مراقبة في الأمم المتحدة. |
| بنما – جمهورية بالاو                                                 | دولة عضو في الأمم المتحدة | لا | |
| بابوا غينيا الجديدة – Independent State of Papua New Guinea          | دولة عضو في الأمم المتحدة | لا | Papua New Guinea is a عالم كومنولث with 1 autonomous region, بوغانفيل. |
| باراغواي – جمهورية باراغواي                                          | دولة عضو في الأمم المتحدة | لا | |
| بيرو – جمهورية البيرو                                                | دولة عضو في الأمم المتحدة | لا | |
| الفلبين – جمهورية الفلبين                                            | دولة عضو في الأمم المتحدة | لا | The Philippines contains one autonomous region, بانجسامورو. |
| بولندا – جمهورية بولندا                                              | دولة عضو في الأمم المتحدة | لا | عضو في الاتحاد الأوروبي. |
| البرتغال – الجمهورية البرتغالية                                      | دولة عضو في الأمم المتحدة | لا | عضو في الاتحاد الأوروبي. Portugal contains two autonomous regions، الأزور and ماديرا. |
| قطر – State of Qatar                                                 | دولة عضو في الأمم المتحدة | لا | |
| رومانيا                                                              | دولة عضو في الأمم المتحدة | لا | عضو في الاتحاد الأوروبي. |
| روسيا – روسيا الاتحادية                                              | دولة عضو في الأمم المتحدة | لا | روسيا هي دولة اتحادية تتكون من 85 كيانات روسيا الاتحادية (الجمهوريات، الأوبلاست، الكرايس، أوكروغس المتمتعة بالحكم الذاتي، المدن الفيدرالية، وأوبلاست المتمتعة بالحكم الذاتي). العديد من الكيانات الفيدرالية هي جمهوريات عرقية. |
| رواندا – جمهورية رواندا                                              | دولة عضو في الأمم المتحدة | لا | |
| سانت كيتس ونيفيس – اتحاد سانت كريستوفر ونيفيس                        | دولة عضو في الأمم المتحدة | لا | سانت كيتس ونيفيس هي عالم كومنولث وهي دولة اتحادية لجزيرتين، سانت كيتس ونيفيس. |
| سانت لوسيا                                                           | دولة عضو في الأمم المتحدة | لا | سانت لوسيا هي عالم كومنولث. |
| سانت فينسنت والغرينادين                                              | دولة عضو في الأمم المتحدة | لا | سانت فينسنت والغرينادين هي عالم كومنولث. |
| ساموا – Independent State of Samoa                                   | دولة عضو في الأمم المتحدة | لا | |
| سان مارينو – جمهورية سان مارينو                                      | دولة عضو في الأمم المتحدة | لا | |
| ساو تومي وبرينسيب – Democraticجمهورية São Tomé and Príncipe          | دولة عضو في الأمم المتحدة | لا | São Tomé and Príncipe contains 1 autonomous province, برينسيبي. |
| السعودية – المملكة العربية السعودية                                  | دولة عضو في الأمم المتحدة | لا | |
| السنغال – جمهورية السنغال                                            | دولة عضو في الأمم المتحدة | لا | |
| صربيا – جمهورية صربيا                                                | دولة عضو في الأمم المتحدة | لا | Serbia contains two autonomous regions, فويفودينا and مقاطعة كوسوفو وميتوهيا المتمتعة بالحكم الذاتي. The latter is under the de facto control of the Republic of Kosovo. |
| سيشل – جمهورية السيشل                                                | دولة عضو في الأمم المتحدة | لا | |
| سيراليون – جمهورية السيراليون                                        | دولة عضو في الأمم المتحدة | لا | |
| سنغافورة – جمهورية سنغافورة                                          | دولة عضو في الأمم المتحدة | لا | |
| سلوفاكيا – جمهورية سلوفاكيا                                          | دولة عضو في الأمم المتحدة | لا | عضو في الاتحاد الأوروبي. |
| سلوفينيا – جمهورية سلوفينيا                                          | دولة عضو في الأمم المتحدة | لا | عضو في الاتحاد الأوروبي. |
| جزر سليمان                                                           | دولة عضو في الأمم المتحدة | لا | جزر سليمان is a عالم كومنولث. |
| الصومال – جمهورية الصومال الفيدرالية                                 | دولة عضو في الأمم المتحدة | لا | Somalia has two self-declared autonomous regions, أرض البنط and غلمدغ, while the territory of الصومال has formed an unrecognised de facto state. |
| جنوب أفريقيا – جمهورية جنوب أفريقيا                                  | دولة عضو في الأمم المتحدة | لا | |
| جنوب السودان – جمهورية جنوب السودان                                  | دولة عضو في الأمم المتحدة | لا | South Sudan is a دولة اتحادية of ولايات جنوب السودان. - The أبيي is a zone with "special administrative status" established by the اتفاقية السلام الشامل in 2005. It is de jure a condominium of South Sudan and Sudan, but de facto administered by two competing administrations and the United Nations. |
| إسبانيا – Kingdom of Spain                                           | دولة عضو في الأمم المتحدة | لا | عضو في الاتحاد الأوروبي. Spain is divided into مناطق إسبانيا ذات الحكم الذاتي. |
| سريلانكا – Democratic Socialistجمهورية Sri Lanka                     | دولة عضو في الأمم المتحدة | لا | |
| السودان – جمهورية السودان                                            | دولة عضو في الأمم المتحدة | لا | Sudan is a دولة اتحادية of ولايات السودان. - The أبيي is a zone with "special administrative status" established by the اتفاقية السلام الشامل in 2005. It is de jure a condominium of South Sudan and Sudan, but de facto administered by two competing administrations and the United Nations. |
| سورينام – جمهورية سورينام                                            | دولة عضو في الأمم المتحدة | لا | |
| السويد – Kingdom of Sweden                                           | دولة عضو في الأمم المتحدة | لا | عضو في الاتحاد الأوروبي. |
| سويسرا – Swiss Confederation                                         | دولة عضو في الأمم المتحدة | لا | Switzerland is a دولة اتحادية of كانتونات سويسرا. |
| سوريا – Syrian Arab Republic                                         | دولة عضو في الأمم المتحدة | لا | The الائتلاف الوطني لقوى الثورة والمعارضة السورية، which is الائتلاف الوطني لقوى الثورة والمعارضة السورية as the legitimate representative of the Syrian people by 20 UN members، has established an الحكومة السورية المؤقتة to rule rebel controlled territory during the الحرب الأهلية السورية. Syria has one self-declared autonomous region: الإدارة الذاتية لشمال وشرق سوريا. |
| طاجيكستان – جمهورية طاجيكستان                                        | دولة عضو في الأمم المتحدة | لا | Tajikistan contains 1 autonomous region, مقاطعة بدخشان الجبلية ذاتية الحكم. |
| تنزانيا – جمهورية تنزانيا الاتحادية                                  | دولة عضو في الأمم المتحدة | لا | Tanzania contains 1 autonomous region, زنجبار. |
| تايلاند – Kingdom of Thailand                                        | دولة عضو في الأمم المتحدة | لا | |
| توغو – Togolese Republic                                             | دولة عضو في الأمم المتحدة | لا | |
| تونغا – Kingdom of Tonga                                             | دولة عضو في الأمم المتحدة | لا | |
| ترينيداد وتوباغو – جمهورية ترينيداد وتوباغو                          | دولة عضو في الأمم المتحدة | لا | Trinidad and Tobago contains 1 autonomous region, توباغو. |
| تونس – الجمهورية التونسية                                            | دولة عضو في الأمم المتحدة | لا | |
| تركيا – جمهورية تركيا                                                | دولة عضو في الأمم المتحدة | لا | |
| تركمانستان                                                           | دولة عضو في الأمم المتحدة | لا | |
| توفالو                                                               | دولة عضو في الأمم المتحدة | لا | Tuvalu is a عالم كومنولث. |
| أوغندا – جمهورية أوغندا                                              | دولة عضو في الأمم المتحدة | لا | |
| أوكرانيا                                                             | دولة عضو في الأمم المتحدة | لا | Ukraine الحالة السياسية للقرم جمهورية القرم ذاتية الحكم as an autonomous republic ‏, however it has been ضم الاتحاد الروسي للقرم by روسيا. |
| الإمارات العربية المتحدة                                             | دولة عضو في الأمم المتحدة | لا | الإمارات العربية المتحدة هي دولة اتحادية تتكون من سبعة إمارات. |
| المملكة المتحدة – المملكة المتحدة لبريطانيا العظمى وأيرلندا الشمالية | دولة عضو في الأمم المتحدة | لا | عضو في الاتحاد الأوروبي. The United Kingdom is a عالم كومنولث consisting of بلدان المملكة المتحدة: إنجلترا، أيرلندا الشمالية، اسكتلندا، and ويلز. The United Kingdom has the following overseas territories: - أكروتيري ودكليا - أنجويلا - برمودا - إقليم المحيط الهندي البريطاني - الجزر العذراء البريطانية - جزر كايمان - جزر فوكلاند - جبل طارق - مونتسرات - جزر بيتكيرن - سانت هيلانة وأسينشين وتريستان دا كونا - جورجيا الجنوبية وجزر ساندويتش الجنوبية - جزر توركس وكايكوس - British Antarctic Territory المقاطعة البريطانية بالقارة القطبية الجنوبية الملك البريطاني لديه سيادة مباشرة على ثلاثة ممن ذو حكم ذاتي ملحقات التاج البريطاني: - غيرنزي - جزيرة مان - جيرزي |
| الولايات المتحدة – الولايات المتحدة الأمريكية                        | دولة عضو في الأمم المتحدة | لا | The United States is a دولة اتحادية of التقسيم الإداري في الولايات المتحدة with سيادة, 1 واشنطن العاصمة, and 1 جزر بالميرا المرجانية. Additionally, the الحكومة الفيدرالية للولايات المتحدة has sovereignty over 15 تبعيات الولايات المتحدة الأمريكية. Of these territories the following are inhabited possessions: - ساموا الأمريكية - غوام - جزر ماريانا الشمالية - بورتوريكو - جزر العذراء الأمريكية كما أن لها السيادة على عدة مناطق غير مأهولة: - جزيرة بيكر - جزيرة هاولاند - جزيرة جارفيس - جزيرة جونستون المرجانية - شعب كينغمان المرجانية - جزر الميدواي - جزيرة نافاسا - جزيرة ويك كما أنه تنازع السيادة على المناطق التالية: - ضفة باجو نيوفو ‏ - ضفة سرانيلا Three sovereign states have become دولة مرتبطةs of the United States under the ميثاق الارتباط الحر: - جزر مارشال – جمهورية جزر مارشال - ولايات ميكرونيسيا المتحدة – ولايات ميكرونيزيا الموحدة - بالاو – جمهورية بالاو |
| أوروغواي – جمهورية الأوروغواي الشرقية                                | دولة عضو في الأمم المتحدة | لا | |
| أوزبكستان – جمهورية أوزبكستان                                        | دولة عضو في الأمم المتحدة | لا | Uzbekistan contains 1 autonomous region, قرقل باغستان. |
| فانواتو – جمهورية فانواتو                                            | دولة عضو في الأمم المتحدة | لا | |
| الفاتيكان – دولة مدينة الفاتيكان                                     | مراقبو الجمعية العامة للأمم المتحدة under the designation of "الكرسي الرسولي"; member of three UN specialized agencies and the IAEA | لا | Administered by the الكرسي الرسولي, a sovereign entity with diplomatic relations to [[International recognition of قالب:Numrec/Holy See \|خطأ في التعبير: علامة ترقيم لم نتعرف عليها «[». states]]. This figure consists of خطأ في التعبير: علامة ترقيم لم نتعرف عليها «[». دولة عضوs, the Cook Islands, theجمهورية China (Taiwan), and the State of Palestine. In addition, the European Union and the Sovereign Military Order of Malta maintain diplomatic relations with the Holy See. The Holy See is a member of the IAEA، ITU، UPU, and WIPO and a permanent observer of the UN (in the category of "Non-member State") and علاقات الكرسي الرسولي الخارجية. The Vatican City is governed by officials appointed by the بابوية كاثوليكية, who is the Bishop of the Diocese of Rome and عضو بحكم المنصب sovereign of Vatican City. |
| فنزويلا – جمهورية فنزويلا البوليفارية                                | دولة عضو في الأمم المتحدة | لا | فنزويلا هي دولة اتحادية تشمل ولايات فنزويلا. |
| فيتنام – جمهورية فيتنام الاشتراكية                                   | دولة عضو في الأمم المتحدة | لا | |
| اليمن – الجمهورية اليمنية                                            | دولة عضو في الأمم المتحدة | لا | |
| زامبيا – جمهورية زامبيا                                              | دولة عضو في الأمم المتحدة | لا | |
| زيمبابوي – جمهورية زيمبابوي                                          | دولة عضو في الأمم المتحدة | لا | |
|                                                                      | AB | B | |
| ↓ الدول ذات الاعتراف المحدود ↓                                       | D AAA | | |
| أبخازيا – جمهورية أبخازيا                                            | No membership | B تطالب بها جورجيا تطالب بها كوريا الشمالية تطالب بها صربيا تطالب بها الصومال تطالب بها جمهورية الصين الشعبية تطالب بها جمهورية الصين تطالب بها كوريا الجنوبية تطالب بها أذربيجان تطالب بها جمهورية قبرص متنازع عليها من قبل إسرائيل تطالب بها موريشيوس تطالب بها المغرب تطالب بها مولدوفا تطالب بها مالي تطالب بها إسبانيا تطالب بها الأرجنتين | الاعتراف الدولي بأبخازيا وأوسيتيا الجنوبية Russia, Nauru, Nicaragua, Venezuela, Artsakh, South Ossetia and Transnistria. Claimed in whole by جورجيا as the Autonomousجمهورية Abkhazia. |
| كوسوفو – جمهورية كوسوفو                                              | Member of two UN specialized agencies | B تطالب بها جورجيا تطالب بها كوريا الشمالية تطالب بها صربيا تطالب بها الصومال تطالب بها جمهورية الصين الشعبية تطالب بها جمهورية الصين تطالب بها كوريا الجنوبية تطالب بها أذربيجان تطالب بها جمهورية قبرص متنازع عليها من قبل إسرائيل تطالب بها موريشيوس تطالب بها المغرب تطالب بها مولدوفا تطالب بها مالي تطالب بها إسبانيا تطالب بها الأرجنتين | Pursuant to قرار مجلس الأمن التابع للأمم المتحدة رقم 1244, Kosovo was placed under the administration of the بعثة الأمم المتحدة للإدارة المؤقتة في كوسوفو in 1999. Kosovo إعلان استقلال كوسوفو 2008, and it has [[International recognition of قالب:Numrec/Kos \|received diplomatic recognition from خطأ في التعبير: علامة ترقيم لم نتعرف عليها «[». UN member states]] and the تايوان, while 10 states have recognized Kosovo only to later withdraw their recognition. Serbia continues to maintain its sovereignty claim over Kosovo. Other UN member states and non UN member states continue to recognise Serbian sovereignty or have taken no position on the question. Kosovo is a member of the صندوق النقد الدولي and the مجموعة البنك الدولي. Theجمهورية Kosovo has de facto control over most of the territory, with limited control in شمال قوصوة ‏. ]]. |
| قبرص الشمالية – Turkishجمهورية Northern Cyprus                       | ليست عضوا | B تطالب بها جورجيا تطالب بها كوريا الشمالية تطالب بها صربيا تطالب بها الصومال تطالب بها جمهورية الصين الشعبية تطالب بها جمهورية الصين تطالب بها كوريا الجنوبية تطالب بها أذربيجان تطالب بها جمهورية قبرص متنازع عليها من قبل إسرائيل تطالب بها موريشيوس تطالب بها المغرب تطالب بها مولدوفا تطالب بها مالي تطالب بها إسبانيا تطالب بها الأرجنتين | قبرص التركية دولة مراقبة لمنظمة التعاون الإسلامي ومنظمة التعاون الاقتصادي معترف بها قبل تركيا وتطالب بها جمهورية قبرص . |
| الجمهورية العربية الصحراوية الديمقراطية                              | ليست عضوا | B تطالب بها جورجيا تطالب بها كوريا الشمالية تطالب بها صربيا تطالب بها الصومال تطالب بها جمهورية الصين الشعبية تطالب بها جمهورية الصين تطالب بها كوريا الجنوبية تطالب بها أذربيجان تطالب بها جمهورية قبرص متنازع عليها من قبل إسرائيل تطالب بها موريشيوس تطالب بها المغرب تطالب بها مولدوفا تطالب بها مالي تطالب بها إسبانيا تطالب بها الأرجنتين | تم الاعتراف باستقلال هذه الجمهورية المعلنة من قبل جبهة البوليساريو من عدة دول أعضاء في الأمم المتحدة، رغم عدم امتلاكها لعضوية الأمم المتحدة تعتبر الجمهورية العربية الصحراوية الديمقراطية عضوا مؤسسا للاتحاد الإفريقي بالإضافة لهذا تنتمي الجمهورية لمنظومة الشراكة الاستراتيجية الإفريقية - الآسيوية بحسب مؤتمر باندونغ 2005 ، تملك جبهة البوليساريو السيطرة على أراضي ما يسمى المنطقة الحرة شرق الجدار الرملي العازل بالصحراء والتي توجد بها العاصمة الصحراوية المؤقتة تيفاريتي إلا أن المقرات الحكومية تقع بالمنفى بتندوف شرقي الجزائر وتطالب بالسيطرة على أراضي غرب الجدار التي يطلق عليها المغرب اسم الأقاليم الجنوبية وتدير جبهة البوليساريو . |
| صوماليلاند – جمهورية صوماليلاند                                      | ليست عضوا | تطالب بها الصومال | A de facto independent state, علاقات صوماليلاند الخارجية ‏ any other state, claimed in whole by the Federalجمهورية Somalia. |
| أوسيتيا الجنوبية – جمهورية South Ossetia–the State of Alania         | ليست عضوا | B تطالب بها جورجيا تطالب بها كوريا الشمالية تطالب بها صربيا تطالب بها الصومال تطالب بها جمهورية الصين الشعبية تطالب بها جمهورية الصين تطالب بها كوريا الجنوبية تطالب بها أذربيجان تطالب بها جمهورية قبرص متنازع عليها من قبل إسرائيل تطالب بها موريشيوس تطالب بها المغرب تطالب بها مولدوفا تطالب بها مالي تطالب بها إسبانيا تطالب بها الأرجنتين | A de facto independent state, الاعتراف الدولي بأبخازيا وأوسيتيا الجنوبية Russia, Nicaragua, Nauru, Syria, Venezuela, Abkhazia, Artsakh and Transnistria. Claimed in whole by جورجيا as the Provisional Administrative Entity of South Ossetia. |
| تايوان – جمهورية الصين                                               | بعد الحرب الأهلية الصينية وفقدان القوميين الصينيين لغالبية الأراضي الصينية لصالح الشيوعيين فقدت جمهورية الصين أو تايوان عضويتها في الأمم المتحدة وقدمت العضوية لجمهورية الصين الشعبية ولتايوان عضوية مراقب فيالوكلات المتخصصة التابعة للأمم المتحدة. | B تطالب بها جورجيا تطالب بها كوريا الشمالية تطالب بها صربيا تطالب بها الصومال تطالب بها جمهورية الصين الشعبية تطالب بها جمهورية الصين تطالب بها كوريا الجنوبية تطالب بها أذربيجان تطالب بها جمهورية قبرص متنازع عليها من قبل إسرائيل تطالب بها موريشيوس تطالب بها المغرب تطالب بها مولدوفا تطالب بها مالي تطالب بها إسبانيا تطالب بها الأرجنتين | A state competing (nominally) for recognition with the الصين (PRC) as the government of China since 1949. Theجمهورية China (ROC) controls the island of تايوان and associated islands, Quemoy, Matsu, the Pratas and parts of the جزر سبراتلي, and has not renounced claims over its annexed territories on the بر الصين الرئيسي. The ROC is recognised by [[International recognition of قالب:Numrec/ROC \|خطأ في التعبير: علامة ترقيم لم نتعرف عليها «[».]] UN member states and the Holy See as of قالب:Numrec/ROC . All these states do not recognise the PRC either. Additionally, one UN member (بوتان) has علاقات تايوان الخارجية either the ROC or the PRC. The territory of the ROC is claimed in whole by the PRC. The ROC علاقات تايوان الخارجية under a variety of pseudonyms, most commonly "تايبيه الصينية" and in the WTO it has full membership. The ROC was a founding member of the UN and enjoyed membership from 1945 to 1971, with veto power in the مجلس الأمن التابع للأمم المتحدة. See الصين والأمم المتحدة. |
| ترانسنيستريا – جمهورية بريدنيستروفيا المولدافية                      | ليست عضوا | B تطالب بها جورجيا تطالب بها كوريا الشمالية تطالب بها صربيا تطالب بها الصومال تطالب بها جمهورية الصين الشعبية تطالب بها جمهورية الصين تطالب بها كوريا الجنوبية تطالب بها أذربيجان تطالب بها جمهورية قبرص متنازع عليها من قبل إسرائيل تطالب بها موريشيوس تطالب بها المغرب تطالب بها مولدوفا تطالب بها مالي تطالب بها إسبانيا تطالب بها الأرجنتين | دولة مستقلة بحكم الواقع معترف بها من قبل أبخازيا وأوسيتيا الجنوبية وأرستاخ ،تطالب بها مولدوفا بالكامل بصفتها الوحدة الإقليمية المتمتعة بالحكم الذاتي في ترانسنيستريا . |
| ↑ Other states ↑                                                     | D ZZZ | | |
| ZZZZ                                                                 | ZZZZ | ZZZZ | |

| Legend عمود "العضوية داخل منظومة الأمم المتحدة" الدول الأعضاء في الأمم المتحدة مراقب الأمم المتحدة عضو في وكالة متخصصة تابعة للأمم المتحدة مراقب في وكالة متخصصة تابعة للأمم المتحدة لا عضوية في منظومة الأمم المتحدة | Legend عمود "نزاع السيادة" سيادة بلا منازع السيادة المتنازع عليها |